# Kraichtal
Kraichtal is een gemeente in de Duitse deelstaat Baden-Württemberg, gelegen in het Landkreis Karlsruhe. De stad telt 14.686 inwoners.

## Stadsdelen
| Stadsdeel     | Bevolking per 30.09.2018 |
| ------------- | ------------------------ |
| Bahnbrücken   | 677                      |
| Gochsheim     | 1661                     |
| Landshausen   | 970                      |
| Menzingen     | 2117                     |
| Münzesheim    | 2822                     |
| Neuenbürg     | 502                      |
| Oberacker     | 650                      |
| Oberöwisheim  | 2008                     |
| Unteröwisheim | 3414                     |

Bij de totstandkoming van de fusiegemeente, in 1971, nam deze het bestaande historische stadsrecht van Gochsheim en Unteröwisheim over. Daarom is Kraichtal officieel een stad. In 1977 werd een nieuw gemeentehuis gebouwd, in het stadsdeel Münzesheim.

## Geografie
Kraichtal heeft een oppervlakte van 80,59 km² en ligt in de landstreek Kraichgau, in het zuidwesten van Duitsland, en is genoemd naar de gelijknamige, niet bevaarbare beek (Kraich of Kraichbach).

### Infrastructuur
De gemeente ligt niet aan hoofdverkeerswegen. De dichtstbij gelegen Autobahn-aansluitingen bevinden zich in de steden Sinsheim (A6, 24 km noordoost) en Bruchsal (A5, 17 km west).

Lijnennetkaart Stadtbahn Karlsruhe
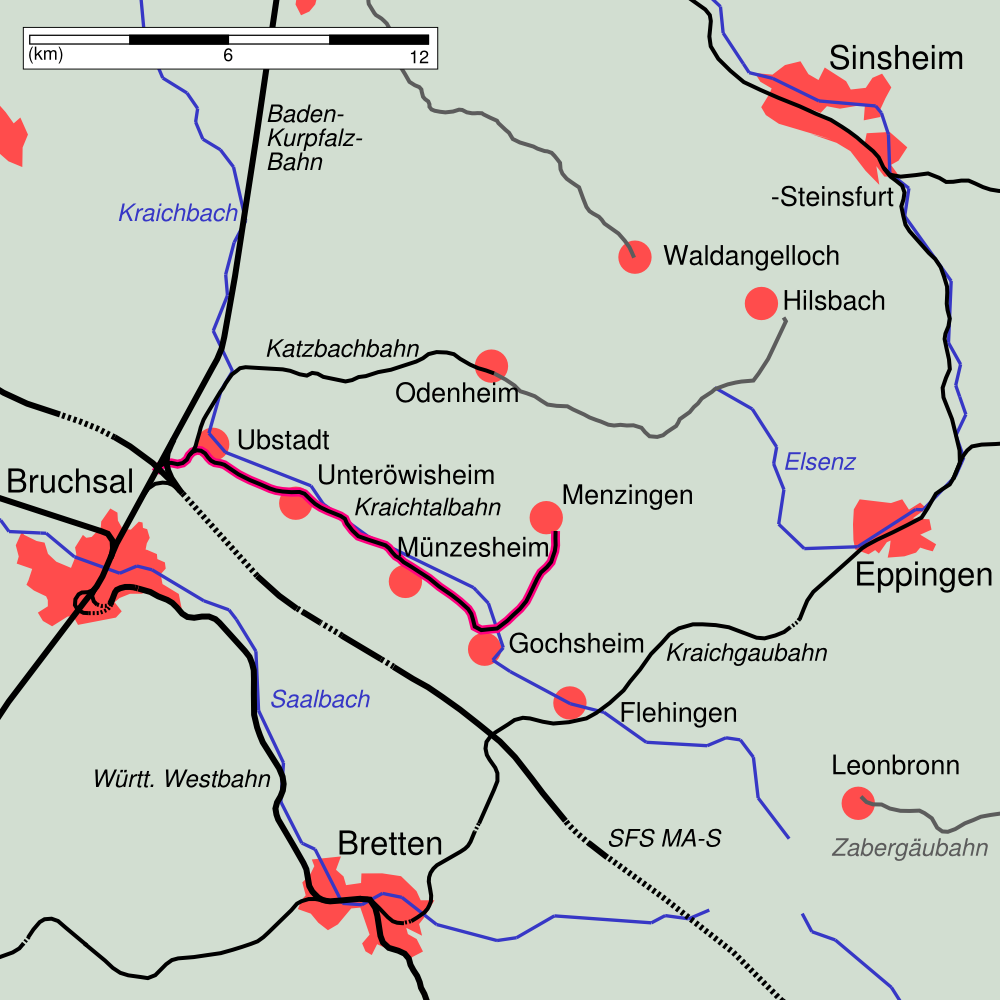
Trajectkaart spoorlijn Bruchsal-Menzingen
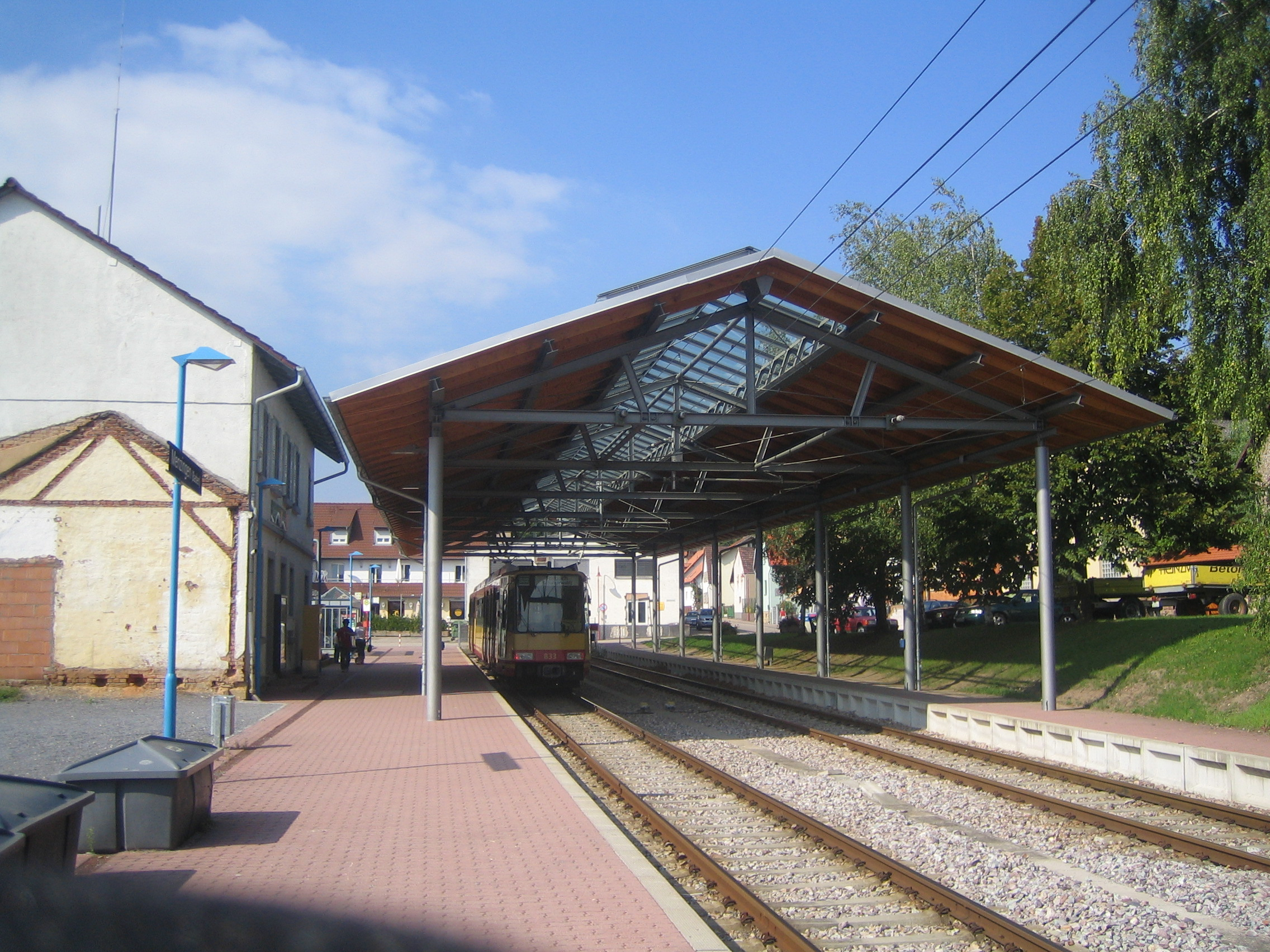
Station Menzingen
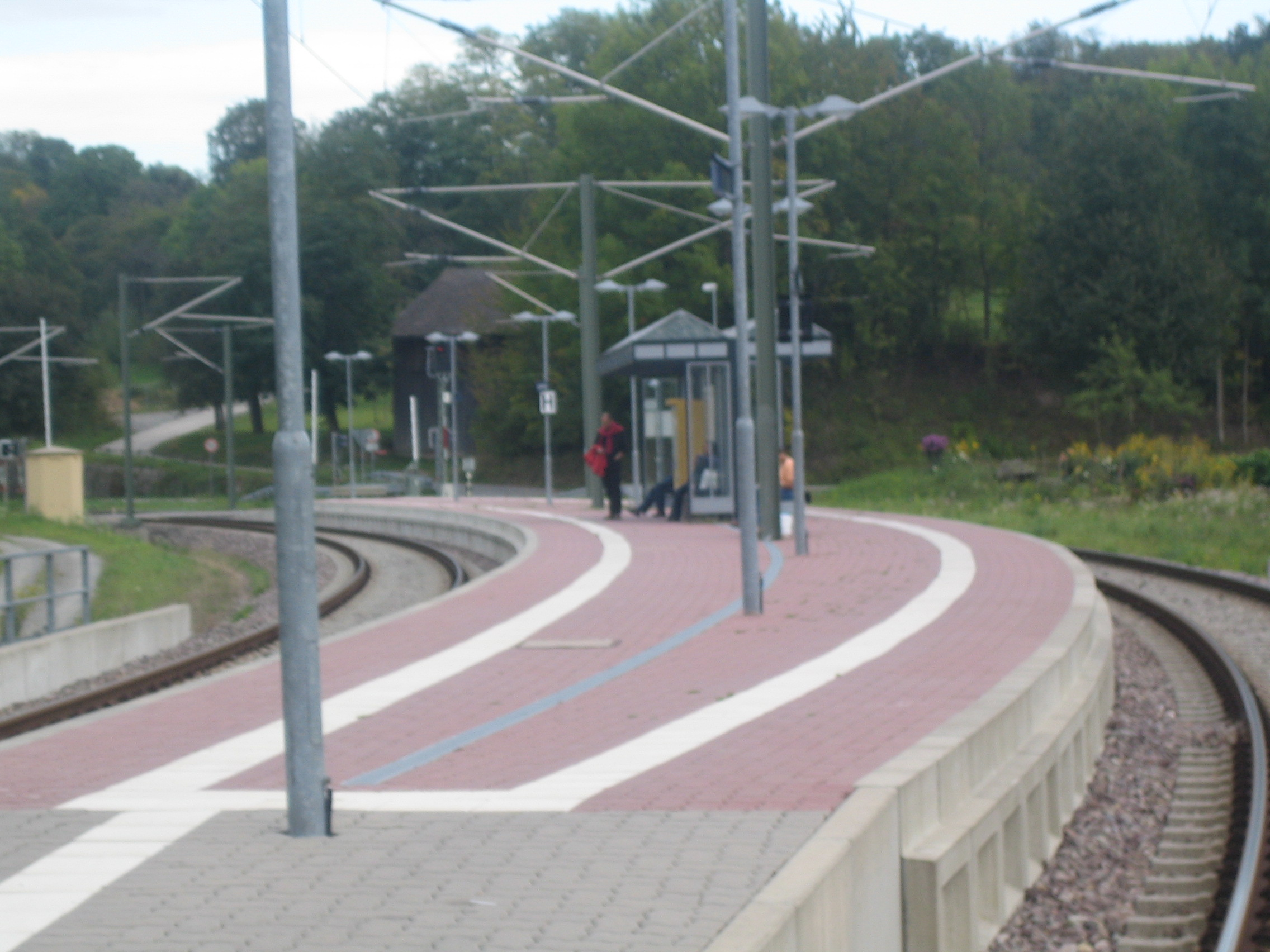
Station Gochsheim

Door de gemeente loopt sinds 1896 een kleine spoorlijn, de Kraichtalbahn, van Bruchsal via Ubstadt-Weiher, waar van en naar Station Bruchsal vaak moet worden overgestapt, naar Menzingen v.v.. De lijn wordt door het stedelijke trambedrijf van Karlsruhe, de Stadtbahn Karlsruhe, als lijn S32 geëxploiteerd. De stopplaatsen in de gemeente Kraichtal zijn:
- Unteröwisheim Martin-Luther-Straße; hoogte boven de zeespiegel 122 m; afstand vanaf het overstapstation te Ubstadt 3 km
- Unteröwisheim Bahnhof 123 m; 3,5 km
- Oberöwisheim 128 m ; 5 km
- Münzesheim 135 m; 7,8 km
- Münzesheim Ost 138 m; 8,7 km
- Gochsheim (Baden) 147 m; 10,6 km
- Bahnbrücken 160 m; 12,7 km
- Menzingen (Baden) 170 m; 14,6 km.

Van enkele van deze halteplaatsen rijden, met name in de spitsuren, pendelbusjes naar de verder van deze spoorlijn af gelegen plaatsjes en terug.

## Geschiedenis, economie
Zie vooral onder: Kraichgau; ook deze gemeente had veel te lijden van armoede, en in de 17e eeuw, oorlogsgeweld. Sinds 1806 lag de gemeente in het Groothertogdom Baden, vanaf 1871 kwam het onder het Duitse Keizerrijk. In 1896 verkreeg het gebied aansluiting op het spoorwegnet.
Tot circa 1970 was de landbouw de belangrijkste pijler van de lokale economie. Nadien werden de dorpen en stadjes in Kraichtal vooral forensenplaatsen. In Münzesheim, Menzingen en Gochsheim bevinden zich bedrijventerreinen, waar vooral lokaal en regionaal opererend midden- en kleinbedrijf is gevestigd.

## Bezienswaardigheden
In de gemeente staan verscheidene historisch interessante gebouwen, waaronder vier kastelen, en daarnaast in ieder stadsdeel één of meer, doorgaans evangelisch-lutherse, 18e- of 19e-eeuwse kerkgebouwen en verscheidene schilderachtige vakwerkhuizen (vooral te Menzingen en Gochsheim).

## Afbeeldingen

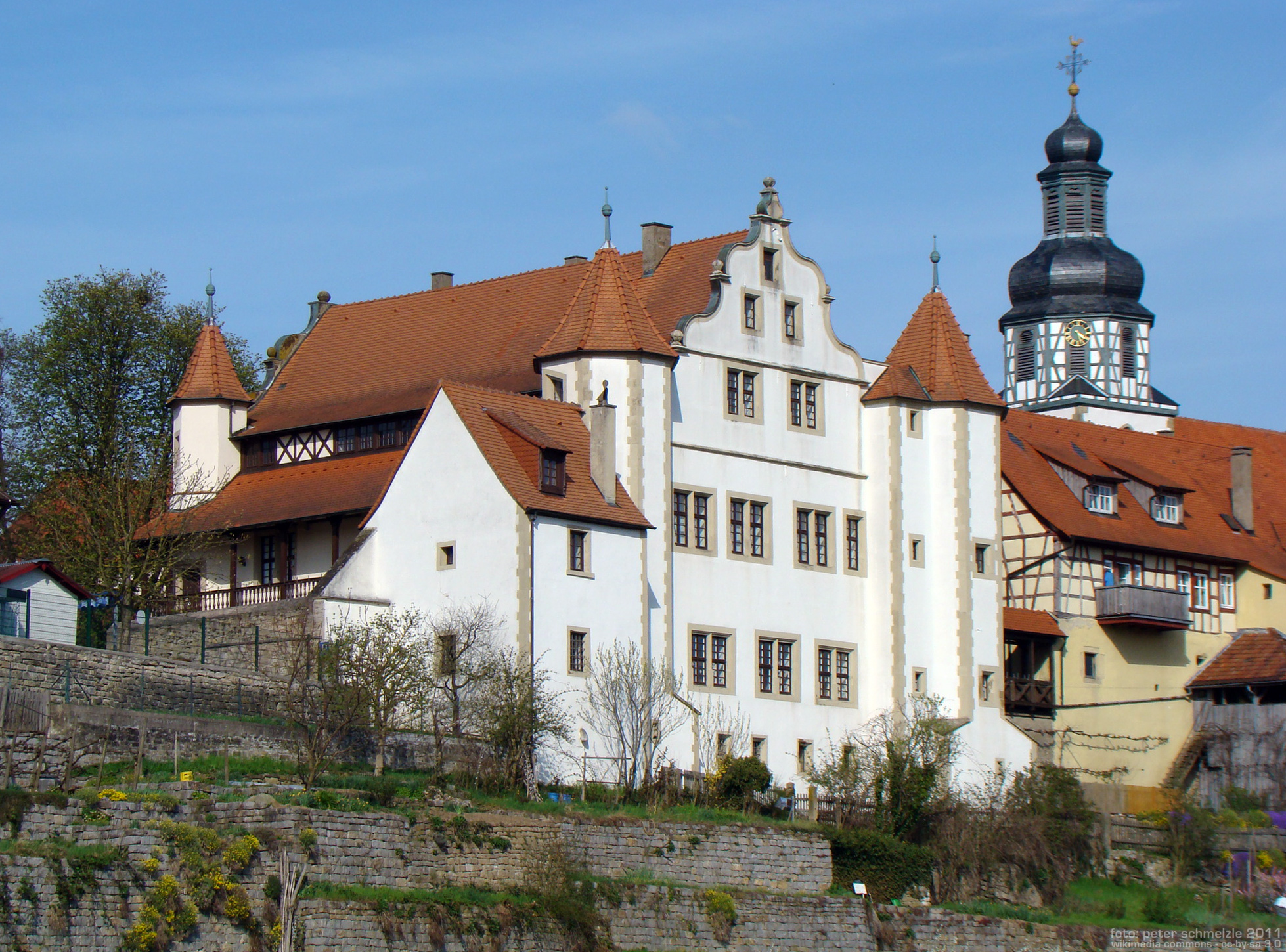
Gonsheim, kasteel van de Graven van Ebersberg (met enkele kleine musea)
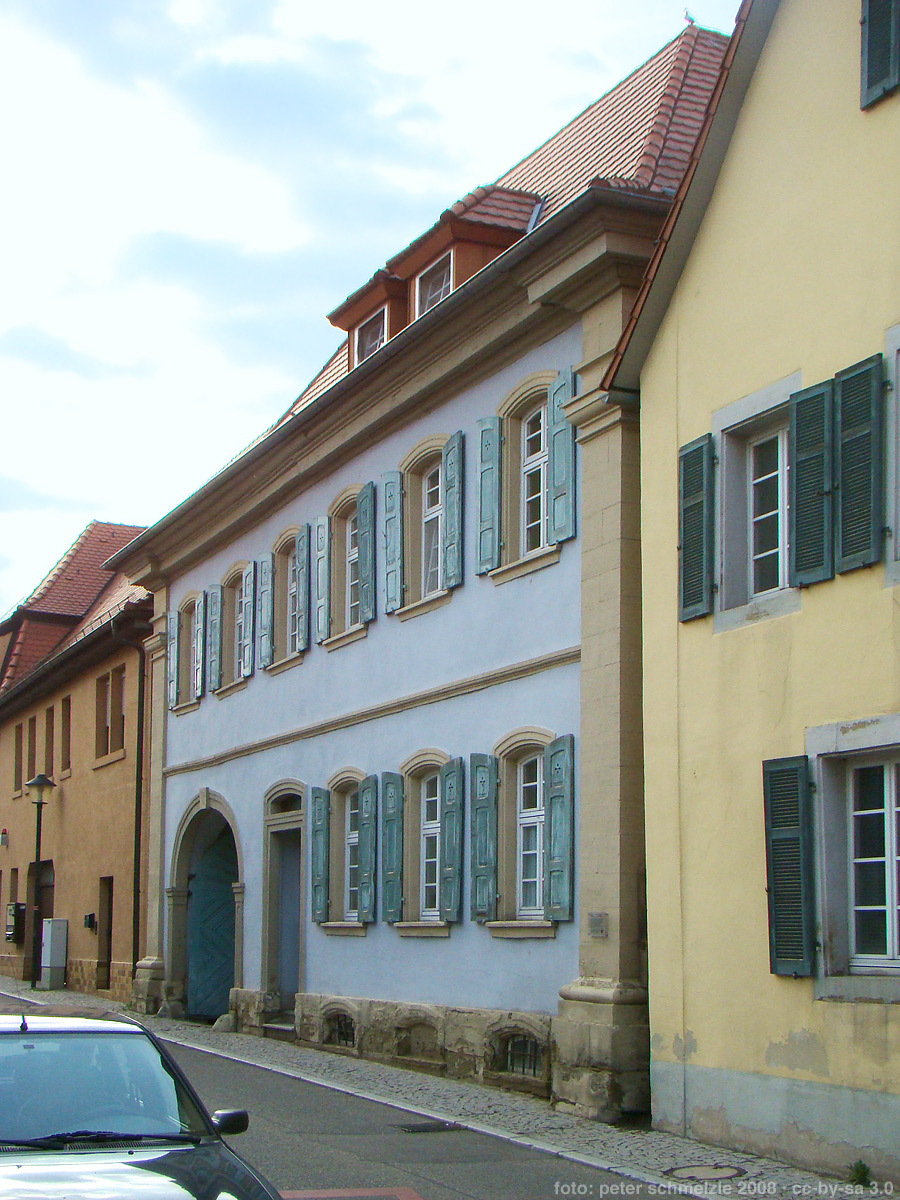
Voormalige synagoge, Gochsheim
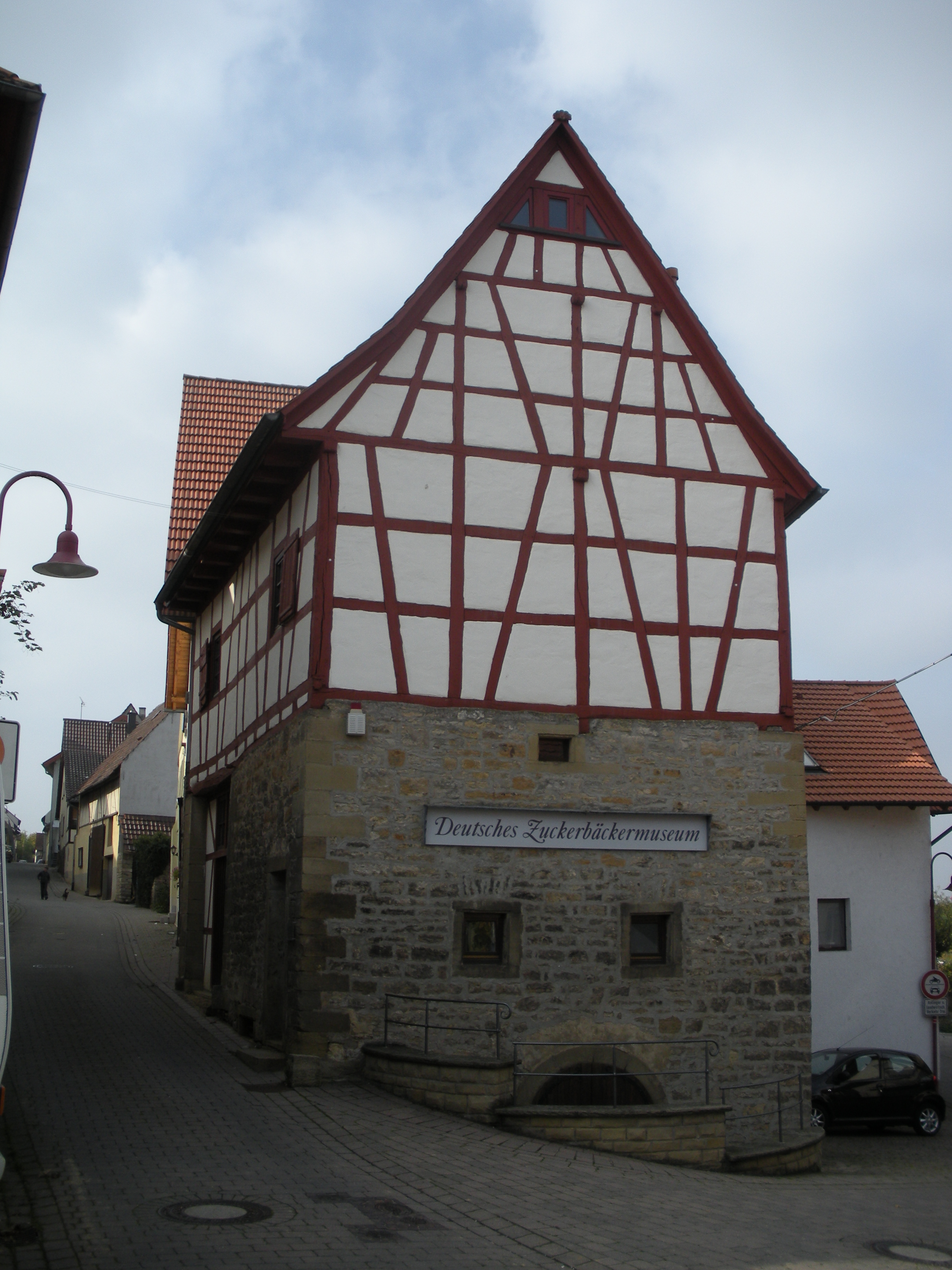
Suikerbakkersmuseum, Gochsheim
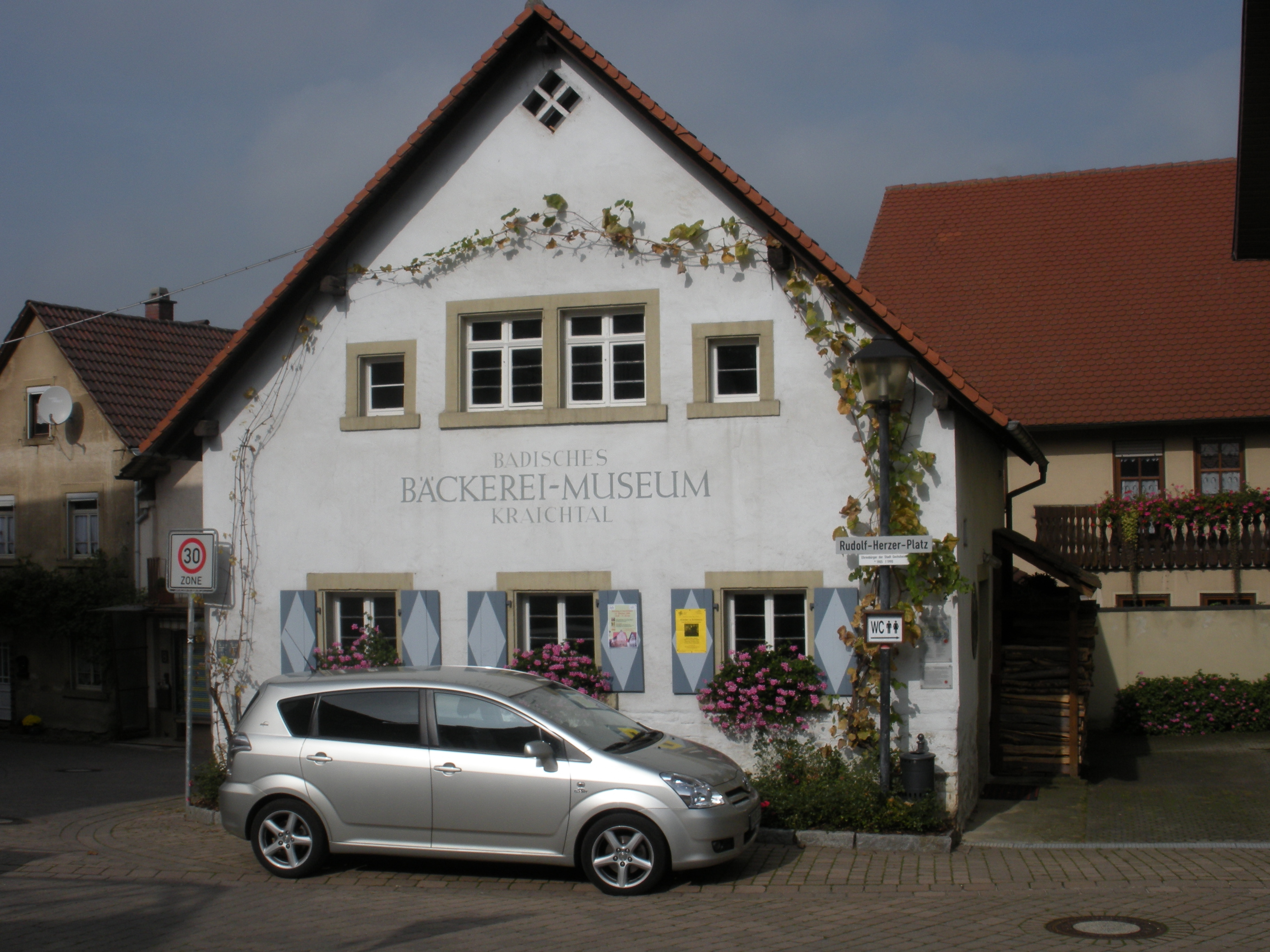
Bakkerijmuseum, Gochsheim
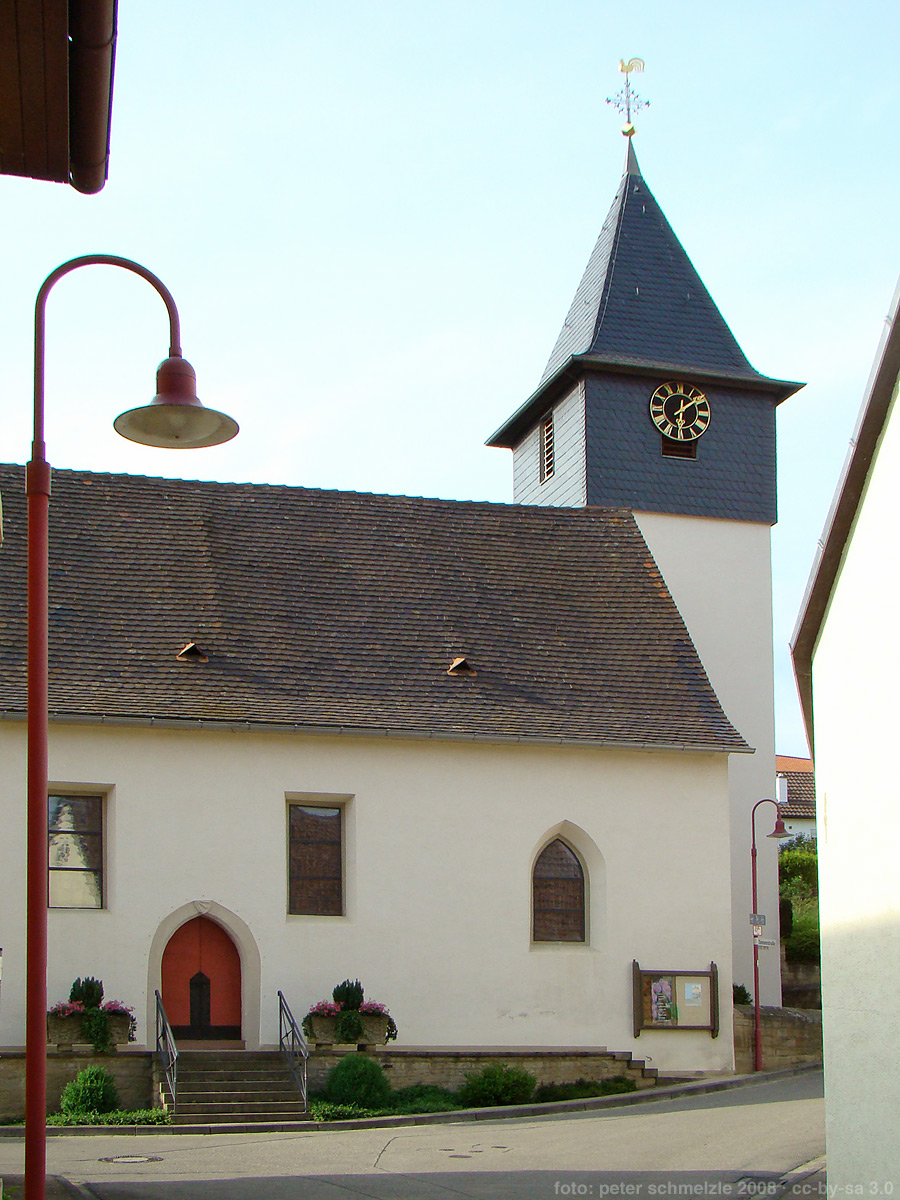
St. Sebastiaanskerkje, Bahnbrücken
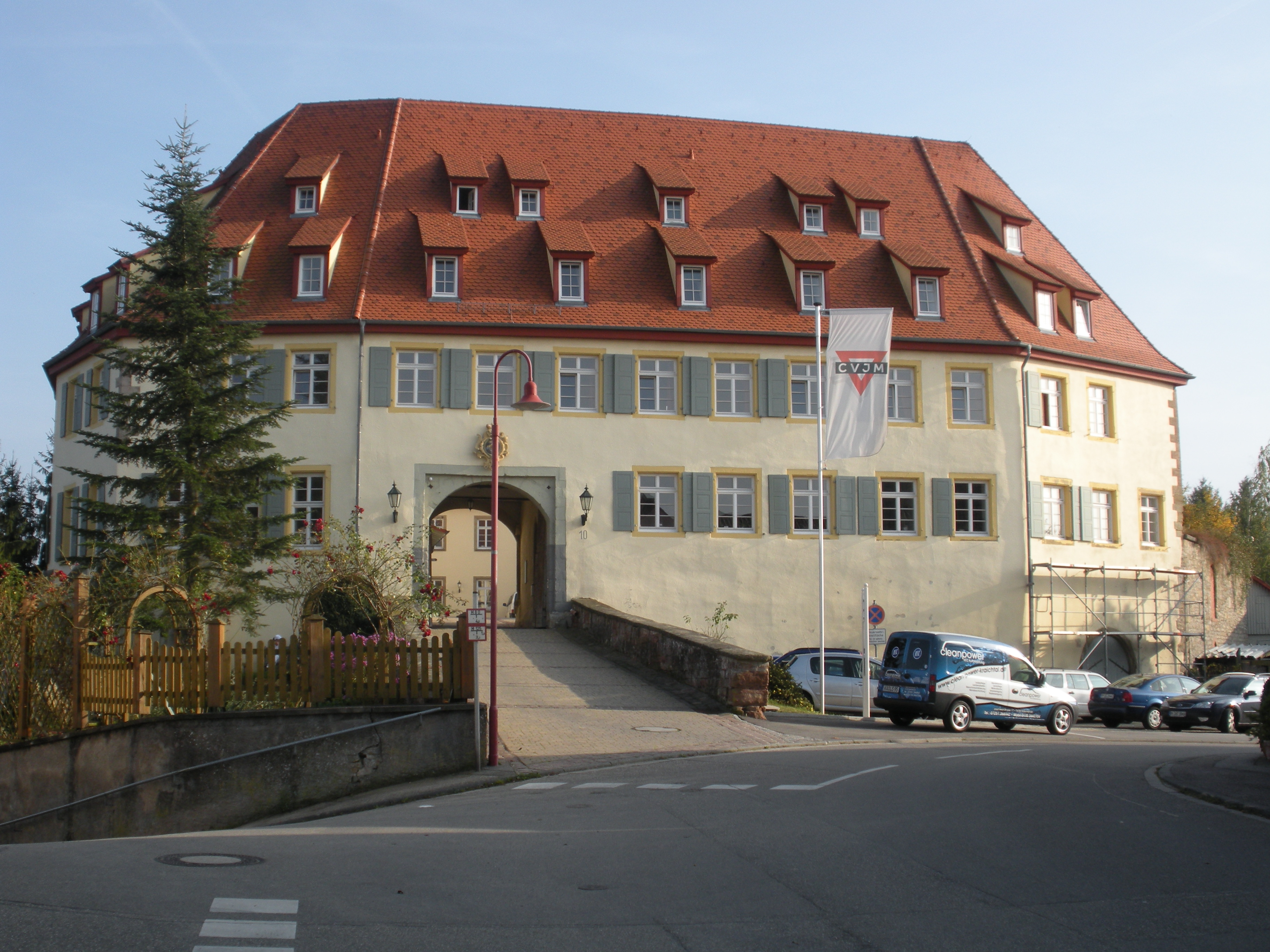
Kasteel te Unteröwisheim (YMCA-huis)
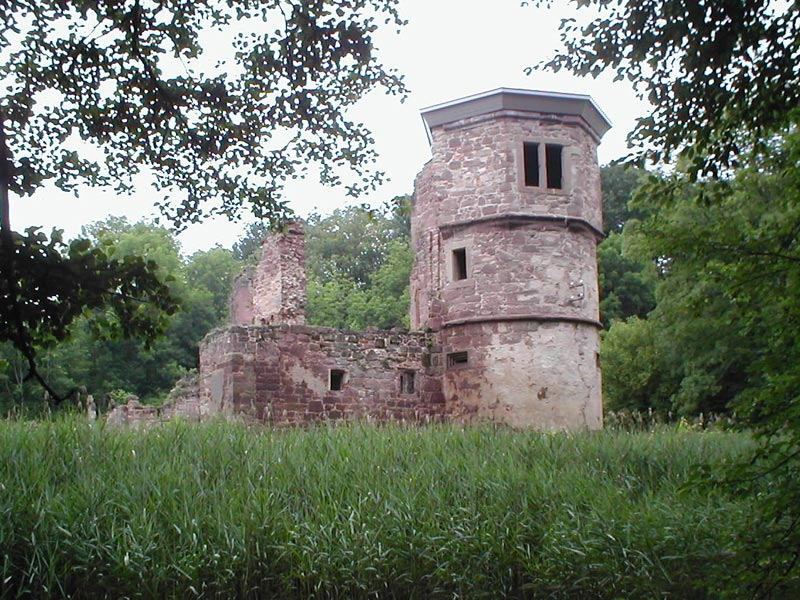
Ruïne kasteel Menzingen
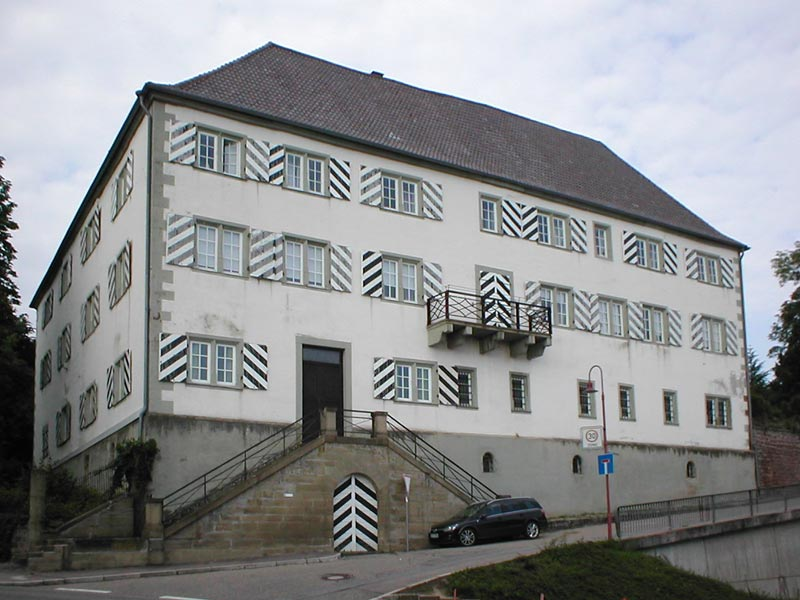
Schwanenburg, Menzingen
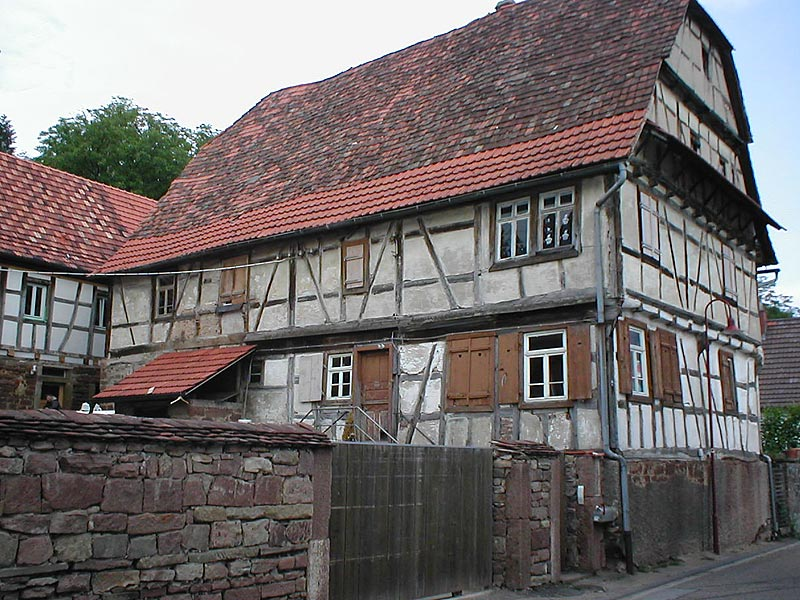
Vakwerkhuis te Menzingen (1)
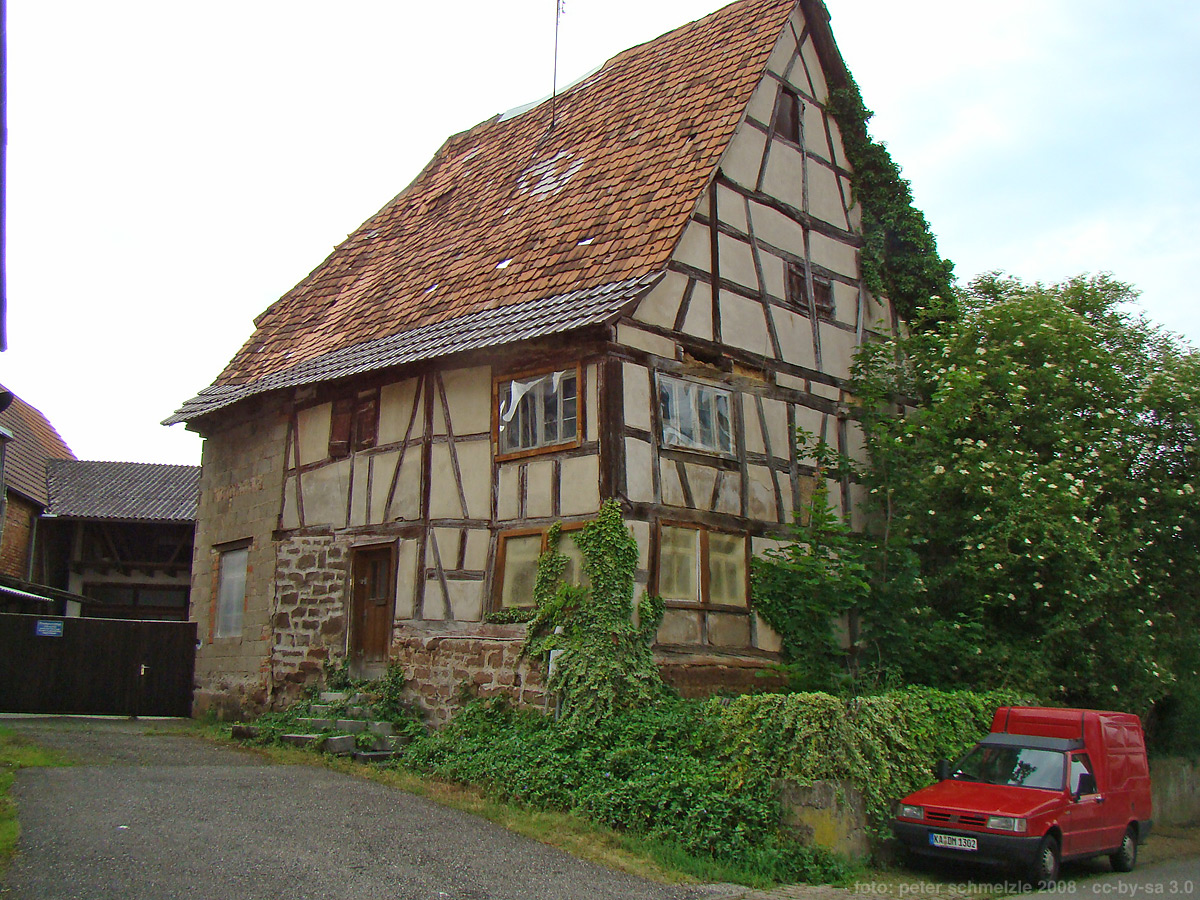
Vakwerkhuis te Menzingen (2)
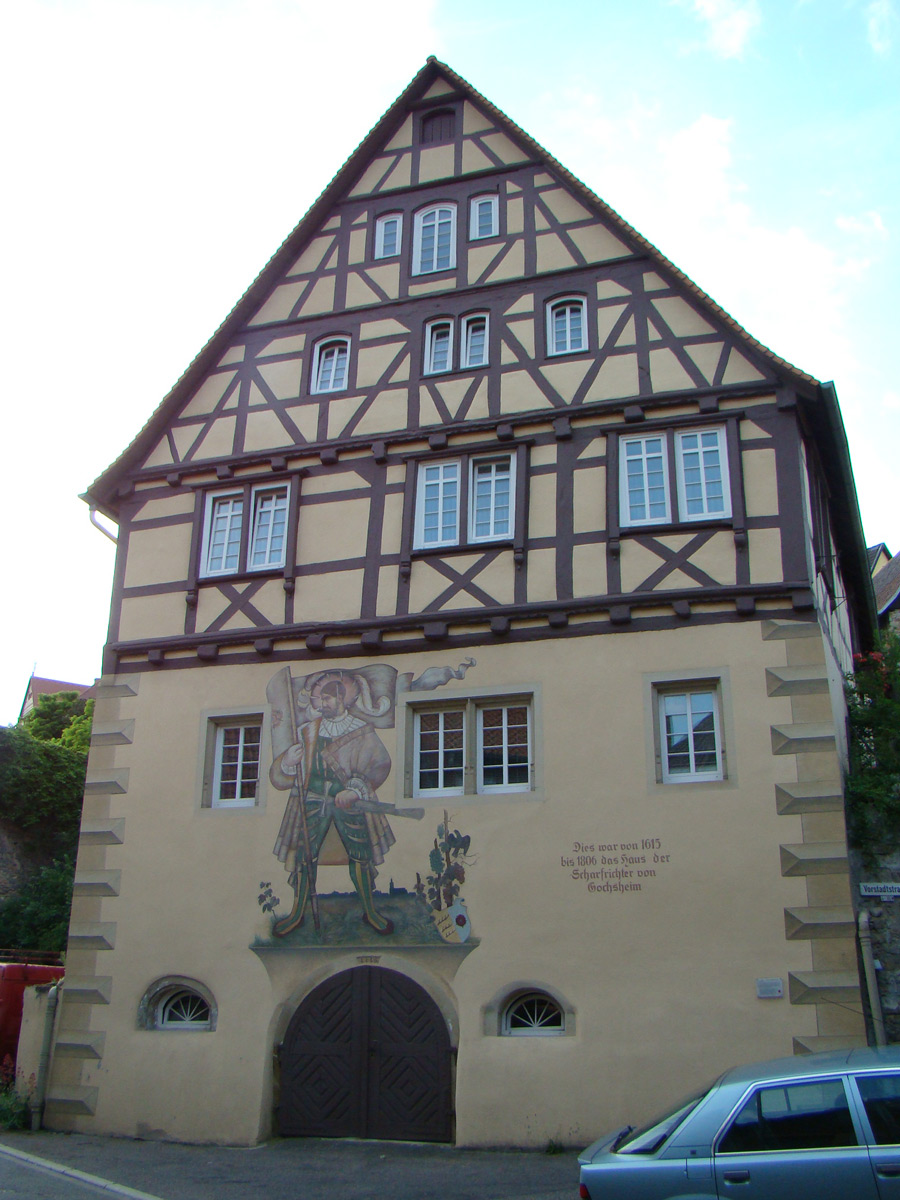
Gochsheim, Huis van de Scherprechter

Bad Schönborn ·
Bretten ·
Bruchsal ·
Dettenheim ·
Eggenstein-Leopoldshafen ·
Ettlingen ·
Forst ·
Gondelsheim ·
Graben-Neudorf ·
Hambrücken ·
Karlsbad ·
Karlsdorf-Neuthard ·
Kraichtal ·
Kronau ·
Kürnbach ·
Linkenheim-Hochstetten ·
Malsch ·
Marxzell ·
Oberderdingen ·
Oberhausen-Rheinhausen ·
Östringen ·
Pfinztal ·
Philippsburg ·
Rheinstetten ·
Stutensee ·
Sulzfeld ·
Ubstadt-Weiher ·
Waghäusel ·
Waldbronn ·
Walzbachtal ·
Weingarten (Baden) ·
Zaisenhausen